# Glacier Bluff
Das Glacier Bluff (englisch für Gletscherklippe, in Argentinien Morro Glaciar ‚Gletscherhügel‘, in Chile Punta Glaciar ‚Gletscherspitze‘) ist eine 30 m hohe Eisklippe an der Südostküste von Greenwich Island im Archipel der Südlichen Shetlandinseln. Als Kap markiert es die Nordseite der Einfahrt zum Yankee Harbour.
Kartiert und deskriptiv benannt wurde die Klippe von Wissenschaftlern der britischen Discovery Investigations im Jahr 1935.